# Sid (zespół muzyczny)

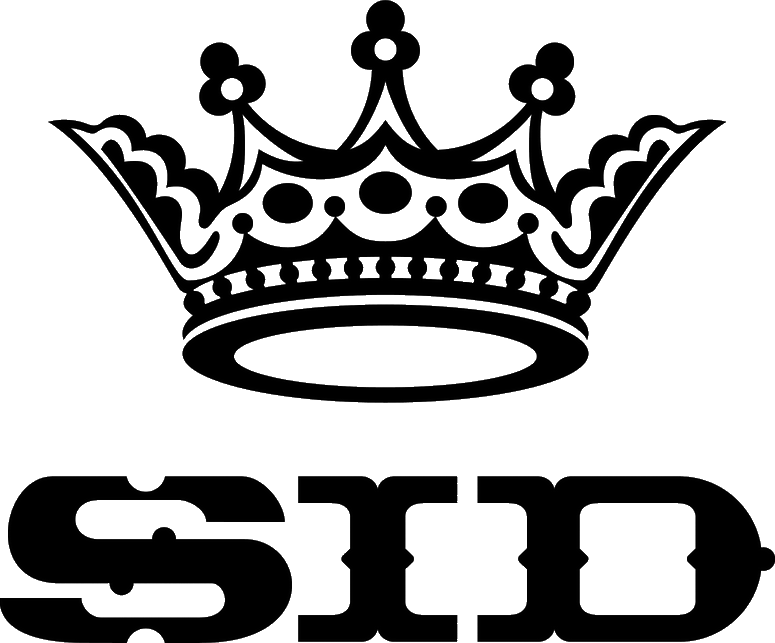
Logotyp zespołu

SID (jap. (シド Shido) – japoński rockowy zespół visual kei założony w 2003 roku przez wokalistę Mao (ex-Shula) oraz basistę Aki (ex-Ram Rem). Szybko dołączyli do nich dwaj członkowie gitarzysta Shinji (ex-Uran) i perkusista Yuuya (ex-Shula). Obecnie współpracują z Danger Crue Records.

## Historia
Choć SID technicznie rozpoczęli działalność w 2003, zespół uważa 14 stycznia 2004 za dzień ich „narodzin”, jako że na ich koncercie w Meguro Rock May Kan zapowiedziano, że Shinji i Yuuya zostają oficjalnymi członkami. Ich pierwszy singel „Kaijou-Ban” (jap. 会場盤) w marcu przed wyjazdem za granicę na dwudniowy występ w Ameryce na konwencie Anime Central w maju. Młody zespół wywarł duży wpływ, zdobywając wielu międzynarodowych fanów.

## Członkowie
- Mao (jap. マオ) – wokal

Data urodzenia: 23 października
Miejsce urodzenia: Fukuoka
Jest fanem Kuroyume, SADS, MALICE MIZER oraz Shiiny Ringo.
Jego prawdziwe imię i nazwisko to Yamaguchi Masao.
- Shinji (jap. しんぢ) – gitara

Data urodzenia: 8 lutego
Miejsce urodzenia: Saitama
Jest fanem BOØWY.
Szanuje Tomoyasu Hoteia oraz Kyosuke Himuro.
Jego prawdziwe imię i nazwisko to Ninomiya Shinji.
- Aki (jap. 明希) – gitara basowa

Data urodzenia: 3 lutego
Miejsce urodzenia: Tokio
Jest fanem B’z, LUNA SEA, Oasis oraz Nakamori Akiny.
Jego prawdziwe imię i nazwisko to Ichiki Akihito.
- Yuuya (jap. ゆうや) – perkusja

Data urodzenia: 9 grudnia
Miejsce urodzenia: Chiba
Jest fanem Aqua Timez.
Jego prawdziwe imię i nazwisko to Shirato Yuya.

## Dyskografia

### Albumy
- [2004.12.22] Renai (jap. 憐哀 -レンアイ)
- [2005.11.16] Hoshi no Miyako (jap. 星の都) # 26
- [2006.11.08] Play
- [2008.02.20] Sentimental Macchiato (jap. センチメンタルマキアート)
- [2008.08.13] Side B complete collection: e.B
- [2009.07.01] Hikari
- [2011.02.23] Dead Stock #4
- [2012.08.01] M&W #1
- [2013.01.16] SID 10th Anniversary BEST #1
- [2014.03.12] OUTSIDER
- [2017.06.09] Nomad
- [2018.08.22] Ichiban Sukina Basho (jap. いちばん好きな場所)
- [2019.09.04] Shounin Yokkyuu (jap. 承認欲求)
- [2022.03.23] Umibe (jap. 海辺)

### Single
- [2004.03.28] Kaijou-ban (jap. 会場盤)
- [2004.04.04] Tsuhan-ban (jap. 通販盤)
- [2004.06.06] ホソイコエ
- [2005.07.20] Paint Pops
- [2005.10.12] Sweet? ; #23
- [2006.02.08] Hosoi koe (jap. ホソイコエ) ; #18
- [2006.06.14] Chapter 1 ; #10
- [2006.08.16] Otegami (jap. 御手紙) ; #9
- [2007.04.04] Smile ; #11
- [2007.07.11] Natsukoi (jap. 夏恋) ; #10
- [2007.09.26] Mitsuyubi (jap. 蜜指 ミツユビ) ; #5
- [2007.12.05] Namida no ondo (jap. 涙の温度) ; #4
- [2008.10.29] Monochrome no Kiss (jap. モノクロのキス) ; #4
- [2009.01.14] Nidome no kanojo (jap. 2℃目の彼女) ; #3
- [2009.04.29] Uso (jap. 嘘) ; #2
- [2009.11.11] One Way ; #3
- [2010.03.03] Sleep ; #2
- [2010.06.02] Rain (jap. レイン) ; #2
- [2010.09.29] Cosmetic ; #3
- [2010.12.01] Ranbu no Melody (jap. 乱舞のメロディ) ; #5
- [2011.09.28] Itsuka (jap. いつか) ; #2
- [2011.12.28] Fuyu no Bench (jap. 冬のベンチ)
- [2012.05.02] Nokoriga (jap. 残り香)
- [2012.05.09] S
- [2012.11.21] V.I.P
- [2013.04.10] Koi ni ochite (jap. 恋におちて)
- [2013.07.24] Summer Lover (jap. サマラバ) ; #7
- [2013.11.06] Anniversary
- [2014.02.12] Hug
- [2014.08.27] ENAMEL
- [2014.12.10] White Tree
- [2015.09.25] Hyōryū (jap. 漂流)
- [2017.05.10] Butterfly Effect (jap. バタフライエフェクト)
- [2017.08.02] Rasen no yume (jap. 螺旋のユメ)
- [2017.01.18] Garasu no hitomi (jap. 硝子の瞳)
- [2017.11.01] Prologue Of Nomad
- [2018.06.20] Colors
- [2019.03.10] Sono mirai e -SID 15th Anniversary Grand Final At Yokohama Arena Kanjō Gentei-ban- (jap. その未来へ -SID 15th Anniversary Grand Final At 横浜アリーナ 会場限定盤-)
- [2019.06.28] Legendary
- [2020.03.04] Delete
- [2020.12.23] Hōkiboshi (jap. ほうき星)

### DVD
- [2007.02.07] Sidnad Vol.1: Film of „Play”
- [2008.05.14] Sidnad Vol.2: Clips One
- [2008.10.15] Sidnad Vol.3: Tour 2008 センチメンタルマキアート
- [2009.02.10] Sidnad Vol.4: Tour 2009 光
- [2010.07.28] Sidnad Vol.5: Clips Two
- [2011.03.16] Sidnad Vol.6: Live 2010
- [2011.10.05] Sidnad Vol.7: dead stock tour 2011

### Składanki
- [2007.12.19] Luna Sea Memorial Cover Album – Wish
- [2011.02.09] Fuck The Border Line – yasashii higeki (jap. 優しい悲劇)
- [2011.08.17] All Time Super Guest – JUSTY